# Паремиология
Паремиоло́гия (др.-греч. παροιμία  paroimia — притча, пословица и λόγος logos — слово, учение) — подраздел фразеологии, раздел филологии, посвящённый изучению и классификации паремий — пословиц, пословичных выражений, антипословиц, поговорок, веллеризмов, девизов, слоганов, афоризмов, загадок, примет и других изречений, основным назначением которых является краткое образное вербальное выражение традиционных ценностей и взглядов, основанных на жизненном опыте группы, народа и т. п.
Паремии — особые единицы и знаки языка, необходимые элементы общения людей. Эти знаки передают специфическую информацию, обозначают типичные жизненные и мысленные ситуации или отношения между теми или другими объектами.
Паремии всех народов мира передают одни и те же типовые ситуации, имеют сходное логическое содержание, различаясь лишь образами (деталями, реалиями), с помощью которых передается логическое содержание.
Несмотря на один древнегреческий корень слова «паремия» и «паримия» в русском языке означают разные понятия.
Паремиология тесно связана с паремиографией — дисциплиной, занимающейся сбором, хранением и обработкой материалов для исследований паремиологов.
Сравнительная (компаративная) паремиология занимается изучением паремий в разных языках и культурах.
Выдающимися российскими паремиологами были Григорий Львович Пермяков (1919—1983) и Сергей Данилович Мастепанов (1913—2002).